# ソットサス
ソットサス（Sottsass、2016年3月24日 - ）は、フランスの競走馬・種牡馬。主な勝ち鞍は2019年のジョッケクルブ賞、2020年のガネー賞、凱旋門賞。

## 経歴

### デビュー前～2歳（2018年）
2016年3月24日に誕生。翌2017年8月のアルカナ社ドーヴィル1歳馬セールに上場され、馬主エージェントのOceanic Bloodstockによって34万ユーロで落札された。
姉のシスターチャーリーも米国移籍前に所属していたジャン＝クロード・ルジェ厩舎に入厩し、2018年8月にドーヴィル競馬場でデビュー。初戦は4着に敗れたが、約2ヶ月後の2戦目の未勝利戦を3馬身差で制し、初勝利を挙げる。

### 3歳（2019年）
初戦のフォルス賞こそ5着に敗れたが、次戦のリステッド競走を6馬身半差で圧勝する。ここまでの全4戦でクリストフ・スミヨンが手綱を取っており、ジョッケクルブ賞（仏ダービー）にもスミヨン騎乗で出走を予定していたが、スミヨンが優先騎乗契約を結ぶアーガー・ハーン4世の所有馬で名牝ザルカヴァの子であるザルカラニ（Zarkallani）の参戦が急遽決まったため、直前でクリスチャン・デムーロに乗り替わった。レースでは中団に位置し、直線でスパートすると残り200m地点で仏2000ギニー馬パーシャンキングを交わして先頭に立ち、そのまま押し切って優勝。勝ちタイムはトレヴが保持していたシャンティイ競馬場2100mのレコード2分3秒77を塗り替える2分2秒90の高速決着だった。
秋の始動戦ニエル賞も直線で狭いスペースを割って抜け出して快勝し、重賞連勝を果たした。本番の凱旋門賞には地元フランスの3歳馬としてただ一頭出走し、3連覇を狙うエネイブルのジョン・ゴスデン調教師からも有力なライバルとして名指しされていた。レースは重馬場で行われ、ヴァルトガイスト、エネイブルに次ぐ3着に入った。

### 4歳（2020年）
初戦は新型コロナウイルスの影響で5月に延期したアルクール賞に出走するも5着に終わった。翌月のガネー賞では前走シャンティイ賞を制覇したウェイトゥパリスに勝利した。
夏にG3を挟んで秋初戦はアイリッシュチャンピオンステークスは、騎手の国境を越えた移動が制限されている影響で主戦のクリスチャン・デムーロに代わりコリン・キーンを鞍上に迎えるも、連覇を目指すマジカルに届かず4着。
再びデムーロ騎手が手綱を握る2度目となる凱旋門賞では、ブックメーカー各社がジョン・ゴスデン調教師のエネイブル、ストラディバリウスに次ぐオッズとなり、現地でも3番人気となる程、地元フランスの中で最有力候補として挙げられた。当日の不良馬場に合わせて、装蹄方法を変えて出走した。逃げると目されていた馬が出走を回避したため、ペルシアンキングが逃げ馬となった。前半の1400メートルを1分35秒72で通過するスローペースとなった。道中は3番手に位置しており、直線残り200メートル過ぎで先頭となると、ドイツダービー馬のインスウープらの後続をかわして優勝。鞍上のクリスチャン・デムーロ、調教師のジャン＝クロード・ルジェ調教師と共にこれが凱旋門賞初制覇となった。
レース後、ブリーダーズカップ・ターフへの出走を示唆したが、2日後に引退を発表。クールモアスタッドにて種牡馬として供用することになった。

## 種牡馬入り後
引退後の2021年よりアイルランドのクールモアスタッドで種牡馬入りした。
2022年に初年度産駒が誕生し、2024年にデビューしている。
2024年10月26日に日本軽種馬協会から2025年より日本で種牡馬として導入することが発表された。

## 競走成績
以下の内容は、Racing Postの情報に基づく。
| 出走日     | 競馬場               | 競走名             | 格 | 距離    | 着順 | 騎手       | 着差     | 1着（2着）馬       |
| ---------- | -------------------- | ------------------ | -- | ------- | ---- | ---------- | -------- | ------------------ |
| 2018.08.21 | ドーヴィル           | 未勝利             |    | 芝1600m | 4着  | C.スミヨン | 8馬身1/4 | Lone Peak          |
| 0000.10.26 | クレールフォンテーヌ | 未勝利             |    | 芝1600m | 1着  | C.スミヨン | 3馬身    | （Flop Shot）      |
| 2019.04.07 | パリロンシャン       | ラフォルス賞       | G3 | 芝1800m | 5着  | C.スミヨン | 2馬身3/4 | Shaman             |
| 0000.05.02 | シャンティイ         | シュレンヌ賞       | L  | 芝2000m | 1着  | C.スミヨン | 6馬身1/2 | （Battle Of Toro） |
| 0000.06.02 | シャンティイ         | ジョッケクルブ賞   | G1 | 芝2100m | 1着  | C.デムーロ | 2馬身    | （Persian King）   |
| 0000.09.15 | パリロンシャン       | ニエル賞           | G2 | 芝2400m | 1着  | C.デムーロ | 1馬身1/4 | （Mutamakina）     |
| 0000.10.06 | パリロンシャン       | 凱旋門賞           | G1 | 芝2400m | 3着  | C.デムーロ | 3馬身1/2 | Waldgeist          |
| 2020.05.11 | パリロンシャン       | アルクール賞       | G2 | 芝2000m | 5着  | C.デムーロ | 1馬身    | Shaman             |
| 0000.06.14 | シャンティイ         | ガネー賞           | G1 | 芝2100m | 1着  | C.デムーロ | アタマ   | （Way to Paris）   |
| 0000.08.15 | ドーヴィル           | ゴントートビロン賞 | G3 | 芝2000m | 2着  | C.デムーロ | クビ     | Skalleti           |
| 0000.09.12 | レパーズタウン       | 愛チャンピオンS    | G1 | 芝10f   | 4着  | C.キーン   | 2馬身    | Magical            |
| 0000.10.04 | パリロンシャン       | 凱旋門賞           | G1 | 芝2400m | 1着  | C.デムーロ | クビ     | （In Swoop）       |

## 血統表
| ソットサスの血統              | ソットサスの血統                                                                                   | ソットサスの血統                                                                                   | （血統表の出典）                                                                                   | （血統表の出典）   |
| 父系                          | ヌレイエフ系                                                                                       | ヌレイエフ系                                                                                       | ヌレイエフ系                                                                                       | [ § 2 ]            |
| 父 Siyouni 2007 鹿毛          | 父の父Pivotal 1993 栗毛                                                                            | Polar Falcon                                                                                       | Nureyev                                                                                            | Nureyev            |
| 父 Siyouni 2007 鹿毛          | 父の父Pivotal 1993 栗毛                                                                            | Polar Falcon                                                                                       | Marie d'Argonne                                                                                    |                    |
| 父 Siyouni 2007 鹿毛          | 父の父Pivotal 1993 栗毛                                                                            | Fearless Revival                                                                                   | Cozzene                                                                                            | Cozzene            |
| 父 Siyouni 2007 鹿毛          | 父の父Pivotal 1993 栗毛                                                                            | Fearless Revival                                                                                   | Stufida                                                                                            |                    |
| 父 Siyouni 2007 鹿毛          | 父の母Sichilla 2002 鹿毛                                                                           | *デインヒル                                                                                        | Danzig                                                                                             | Danzig             |
| 父 Siyouni 2007 鹿毛          | 父の母Sichilla 2002 鹿毛                                                                           | *デインヒル                                                                                        | Razyana                                                                                            |                    |
| 父 Siyouni 2007 鹿毛          | 父の母Sichilla 2002 鹿毛                                                                           | Slipstream Queen                                                                                   | Conquistador Cielo                                                                                 | Conquistador Cielo |
| 父 Siyouni 2007 鹿毛          | 父の母Sichilla 2002 鹿毛                                                                           | Slipstream Queen                                                                                   | Country Queen                                                                                      |                    |
| 母 Starlet's Sister 2009 栗毛 | 母の父Galileo 1998 鹿毛                                                                            | Sadler's Wells                                                                                     | Northern Dancer                                                                                    | Northern Dancer    |
| 母 Starlet's Sister 2009 栗毛 | 母の父Galileo 1998 鹿毛                                                                            | Sadler's Wells                                                                                     | Fairy Bridge                                                                                       |                    |
| 母 Starlet's Sister 2009 栗毛 | 母の父Galileo 1998 鹿毛                                                                            | Urban Sea                                                                                          | Miswaki                                                                                            | Miswaki            |
| 母 Starlet's Sister 2009 栗毛 | 母の父Galileo 1998 鹿毛                                                                            | Urban Sea                                                                                          | Allegretta                                                                                         |                    |
| 母 Starlet's Sister 2009 栗毛 | 母の母Premiere Creation 1997 栗毛                                                                  | Green Tune                                                                                         | Green Dancer                                                                                       | Green Dancer       |
| 母 Starlet's Sister 2009 栗毛 | 母の母Premiere Creation 1997 栗毛                                                                  | Green Tune                                                                                         | Soundings                                                                                          |                    |
| 母 Starlet's Sister 2009 栗毛 | 母の母Premiere Creation 1997 栗毛                                                                  | Allwaki                                                                                            | Miswaki                                                                                            | Miswaki            |
| 母 Starlet's Sister 2009 栗毛 | 母の母Premiere Creation 1997 栗毛                                                                  | Allwaki                                                                                            | Alloy                                                                                              |                    |
| 母系(F-No.)                   | 16号族(FN:16-h)                                                                                    | 16号族(FN:16-h)                                                                                    | 16号族(FN:16-h)                                                                                    | [ § 3 ]            |
| 5代内の近親交配               | Miswaki4×4＝12.50%、Mr. Prospector5×5×5×5＝12.50%、Northern Dancer5×5×4＝12.50%、Special5×5＝6.25% | Miswaki4×4＝12.50%、Mr. Prospector5×5×5×5＝12.50%、Northern Dancer5×5×4＝12.50%、Special5×5＝6.25% | Miswaki4×4＝12.50%、Mr. Prospector5×5×5×5＝12.50%、Northern Dancer5×5×4＝12.50%、Special5×5＝6.25% | [ § 4 ]            |
| 出典                          | 1. 2. 3. 4.                                                                                        | 1. 2. 3. 4.                                                                                        | 1. 2. 3. 4.                                                                                        | 1. 2. 3. 4.        |

- 2歳上の半姉シスターチャーリー（父Myboycharlie）は2018年のエクリプス賞最優秀芝牝馬。
- 全弟に2023年京都2歳ステークス、2025年ネオムターフカップの勝ち馬シンエンペラーがいる。